# Soleil ailé
Le soleil ailé est un symbole solaire associé à la divinité, à la royauté et au pouvoir dans l'Égypte antique et le Proche-Orient ancien (Mésopotamie, Anatolie et Perse).

## Égypte antique

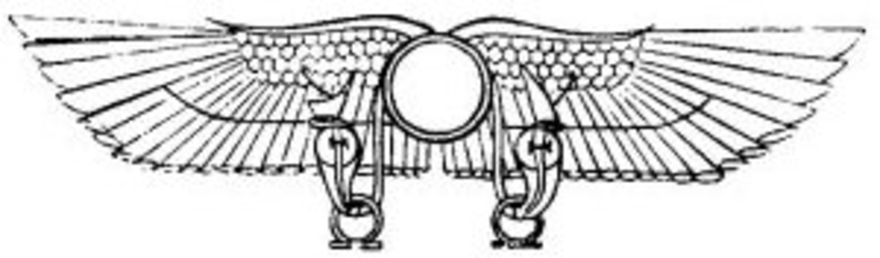
Winged Sun of Thebes (from Egyptian Mythology and Egyptian Christianity by Samuel Sharpe, 1863)

Dans l'Égypte antique, le symbole « Soleil ailé » est attesté depuis Snéfrou, souvent flanqué de chaque côté avec un uræus. Au début, dans la religion égyptienne, le symbole représentait Horbehedety, l'Horus d'Edfou, identifié plus tard avec Rê-Horakhty. Il est parfois représenté sur le cou du taureau Apis dans le culte de Ptah.
Au fil du temps (selon les interprétations), tous les dieux subordonnés de l'Égypte ont été considérés comme des aspects du dieu soleil, y compris Khépri. Le nom « Behedety » signifie l'habitant de Behedet.
Il était le dieu du ciel de la région appelée Behedet dans le bassin du Nil.
Son image a été trouvée pour la première fois dans une inscription sur le corps d'un peigne, sous la forme d'un panneau solaire ailé. L'époque du peigne est d'environ 3000 avant notre ère. De tels panneaux solaires ailés ont été trouvés plus tard dans l'image funéraire du pharaon Sahourê de la Ve dynastie. Behedety est considéré comme le protecteur du pharaon. Des deux côtés de son image, on peut voir l'uræus, qui est un symbole de la déesse à tête de cobra Ouadjet.
Il résiste à la chaleur intense du soleil égyptien grâce à ses deux ailes.

## Mésopotamie
À partir de 2000 avant notre ère environ, le symbole apparaît également en Mésopotamie. Il apparaît sur des reliefs avec des souverains assyriens comme symbole de la royauté, transcrit en latin sous le nom de « SOL SUUS » (littéralement, « sa propre personne, le Soleil », c'est-à-dire « sa Majesté »).

## Iran
Dans la Perse zoroastrienne, le symbole du soleil ailé fait partie de l'iconographie du Faravahar, symbole de la puissance divine et de la gloire royale dans la culture perse.

## Israël et Juda
À partir du VIIIe siècle environ avant notre ère, le disque solaire ailé apparaît sur des sceaux hébraïques liés à la maison royale du royaume de Juda. Il s'agit souvent de sceaux et d'anses de jarres du règne d'Ézéchias, accompagnés de l'inscription « appartenant au roi ». Les sceaux royaux d'Ézéchias sont généralement ornés de deux ailes pointant vers le bas et de six rayons émanant du disque solaire central, et certains sont flanqués de part et d'autre du symbole égyptien ânkh (« clé de vie »). Avant cela, on trouve des exemples de sceaux de serviteurs du roi Azarias (Ozias).
Malachie 4:2 fait référence à un « Soleil de justice » ailé :

« Mais pour vous qui craignez mon nom, le Soleil de justice se lèvera avec la guérison dans ses ailes... »

— Malachie 4:2 KJV

## Grèce
Le soleil ailé est conventionnellement représenté sur le pommeau du caducée, le bâton d'Hermès.

## Utilisation moderne

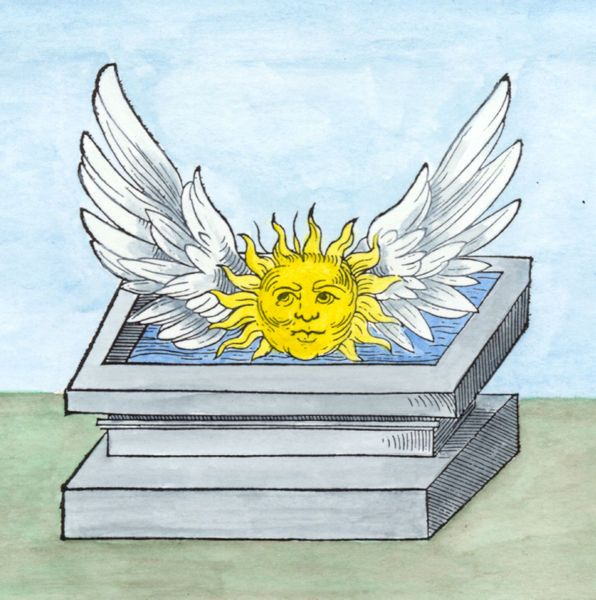
Soleil ailé dans un manuscrit alchimique

Divers mouvements tels que la franc-maçonnerie, le rosicrucianisme, la Thelema, la théosophie, l'ont également utilisé. Le symbole a été utilisé sur la couverture de la série de manuels scolaires de Charles Taze Russell, Studies in the Scriptures, à partir des éditions de 1911.
Le symbole du soleil ailé est également cité par les partisans du cataclysme pseudo-scientifique de Nibiru.

### Utilisation séculaire
Un soleil ailé est utilisé dans l'héraldique du North America Trade Directory.
Des variantes du symbole sont utilisées comme logo de marque sur les véhicules produits par la Chrysler Corporation, Mini, Bentley Motors, Aston Martin Lagonda et Harley-Davidson.
Depuis la Seconde Guerre mondiale, les avions militaires des États-Unis portent l'insigne d'un cercle avec des bandes s'étendant de chaque côté comme des ailes. On ne sait pas si c'est une coïncidence ou si une ressemblance symbolique était voulue. Une étoile à cinq branches est inscrite à l'intérieur du cercle.
Le symbole est devenu un motif commun dans la franchise Sonic the Hedgehog, notamment sur les écrans de titre du personnage principal.